# Titus (praenomen)
Titus (Afk.: T.) was een populair Romeins praenomen. Het betekent zoveel als "reus" of "behaaglijk, aantrekkelijk, bekoorlijk". De naam werd gebruikt door families uit zowel de stand der patriciërs als de stand der plebejers. Het praenomen was van invloed op de naamgeving van de Gens Titia.
De naam Titus stond op de zesde plek van populaire namen binnen het Romeinse Rijk. De naam heeft het Romeinse Rijk overleefd en wordt ook in de 21e eeuw nog gebruikt.
De oorsprong van de naam is onduidelijk. De traditie vertelt dat de naam afkomstig is uit de tijd dat Rome werd bestuurd door Romulus, de stichter van de stad. Na de oorlog met de Sabijnen waren veel Sabijnse families naar Rome verhuisd en hun koning Titus Tatius werd mederegent van Romulus. De naam Titus zou dus een Oskische oorsprong hebben. Overigens werd de naam later beschouwd als Latijn.
Er bestaan ook twee vrouwelijke varianten: Tita en Titia. De eerste variant is de meest logische, maar Titia komt (als Etruskische variant) uiteindelijk vaker voor.
De Etrusken kenden de naam Tite (mannelijk) en Titi of Titia (vrouwelijk).
Bekende Romeinen met het praenomen Titus zijn:
- Titus Tatius, Sabijns koning en mederegent van Romulus;
- Titus Iunius Brutus, zoon van Lucius Junius Brutus;
- Titus Lucretius Carus, Latijns dichter en filosoof;
- Titus Maccius Plautus, succesvol Latijns blijspeldichter;
- Titus Livius, Romeins historicus;
- Titus Flavius Vespasianus, de naam van twee Romeinse keizers;
- Titus Flavius Domitianus, respectievelijk zoon en broer van de vorige en Romeins keizer;
- Titus Aurelius Fulvus, grootvader van keizer Antoninus Pius;
- Titus Aurelius Fulvus, vader van keizer Antoninus Pius;
- Titus Aurelius Fulvus Boionius Arrius Antoninus, zoon en kleinzoon van de vorige twee en geboortenaam van de latere keizer Antoninus Pius.